# 2015년 9월
| 2015년: 1월 · 2월 · 3월 · 4월 · 5월 · 6월 · 7월 · 8월 · 9월 · 10월 · 11월 · 12월 |

| <           | 2015년 9월 | 2015년 9월  | 2015년 9월 | 2015년 9월 | 2015년 9월 | >          |
| 일          | 월         | 화          | 수         | 목         | 금         | 토         |
|             |            | 1 7.19 경진 | 2 20 신사  | 3 21 임오  | 4 22 계미  | 5 23 갑신  |
| 6 24 을유   | 7 25 병술  | 8 26 정해   | 9 27 무자  | 10 28 기축 | 11 29 경인 | 12 30 신묘 |
| 13 8.1 임진 | 14 2 계사  | 15 3 갑오   | 16 4 을미  | 17 5 병신  | 18 6 정유  | 19 7 무술  |
| 20 8 기해   | 21 9 경자  | 22 10 신축  | 23 11 임인 | 24 12 계묘 | 25 13 갑진 | 26 14 을사 |
| 27 15 병오  | 28 16 정미 | 29 18 무신  | 30 19 기유 |            |            |            |

| - 9월 22일 - 요기 베라 편집하기 |

## 2015년 9월 24일 (목요일)
사회
- 인천광역시 부평구에서 묻지마 폭행 사건이 발생하였다.

국제
- 사우디아라비아의 메카에서 이슬람종교의식인 하즈 도중, 압사 사고로 인하여 최소 700여 명이 사망하였다.
- 폭스바겐의 CEO 마르틴 빈터코른이 배기가스 조작 스캔들로 사퇴하였다.
- 미국 워싱턴주 시애틀시 오로라 다리에서 수륙양용 버스와 전세버스와 추돌하여 2명이 사망하고, 40여명이 크게 다쳤다.

## 2015년 9월 23일 (수요일)
사회
- 이태원 햄버거 가게 살인 사건의 피고인 아더 존 패터슨이 대한민국으로 송환되다.

## 2015년 9월 22일 (화요일)
사회
- 미국에서 폭스바겐 디젤차의 매연이 40배 이상 많이 나오는 것으로 밝혀지면서 리콜 명령이 내려졌다.

## 2015년 9월 20일 (일요일)
국제
- 나이지리아 보르노주에서 연속 폭탄 테러가 발생하여 145명 이상이 사망하였다.

## 2015년 9월 19일 (토요일)
국제
- 일본 참의원 본회의에서 집단적 자위권 행사를 허용하는 안보법안이 기습적으로 통과하였다.

## 2015년 9월 17일 (목요일)
국제
- 부르키나파소에서 군사 쿠데타가 발생해 길버트 디엔데레가 집권했다.

사회
- 트렁크 살인사건의 용의자 김일곤이 경찰에 붙잡혔다.

## 2015년 9월 16일 (수요일)
사건사고
- 인천광역시 부평구 부평2동 부평역 인근 재건축 빌라 공사현장에서 기중기가 전도되는 사고가 일어나 경인선 열차 운행이 일부 중단되었다.

국제
- 칠레 수도 산티아고 인근에서 8.3의 강진이 발생하였다.

## 2015년 9월 15일 (화요일)
언더테일 출시국제
- 튀르키예 서부 무을라 주에서 그리스로 가던 난민선이 전복되어서 22명이 사망하였다.
- 맬컴 턴불이 오스트레일리아의 총리로 취임했다.

## 2015년 9월 14일 (월요일)
국제
- 일본 구마모토현 아소 산이 36년만에 화산 폭발이 발생하였다.

## 2015년 9월 12일 (토요일)
국제
- 인도 페틀라와드의 한 식당에서 폭발 사고가 발생하여 적어도 105명 이상이 사망하였다.

## 2015년 9월 11일 (금요일)
국제
- 사우디아라비아 메카 마스지드 알하람에서 기중기가 붕괴되는 사고가 발생하여 적어도 100명 이상이 사망하였다.
- 일본 이바라키현 폭우로 인해 2명이 사망하고 26명이 실종당하였다.

군사
- 대구광역시 북구 학정동에 위치한 육군 50사단에서 수류탄 투척 훈련 도중 수류탄이 터져 훈련 교관이 사망했고, 훈련병2명이 부상당하였다.

영화
- 영화 마션이 개봉되었다

## 2015년 9월 8일 (화요일)
국제
인해 재선이 확정되었다.

## 2015년 9월 5일 (토요일)
사건사고
- 제주특별자치도 추자도 인근 해상에서 낚시어선 돌고래호가 전복되는 사고가 발생했다.

## 2015년 9월 3일 (목요일)
국제
- 과테말라 대통령 오토 페레스 몰리나가 뇌물 혐의로 체포영장이 발부되자 사임했다.
- 중화인민공화국에서 전승절을 맞아 대규모 열병식이 열렸다.

## 2015년 9월 2일 (수요일)
국제
- 튀르키예 보드룸 해안에서 3세 시리아 난민 아이인 '알란 쿠르디'의 시신이 발견되었다.

## 2015년 9월 1일 (화요일)
사회
- 서울특별시 양천구에 있는 중학교에서 부탄가스 테러가 발생하여, 학교 내의 기물이 파손되었다.